# Industriales de La Laguna
Los Industriales de la Laguna son un equipo profesional de la Liga de Básquetbol Estatal de Chihuahua que a partir del 2021 cambian su nombre a Toros Laguna.

## Estadio
Juegan en el Auditorio Municipal de Torreón, que cuenta con una capacidad para 4363 observadores.

## Jugadores

### Roster
| Toros Laguna Temporada 2025 |    |                           |                                            |
| C U E R P O T É C N I C O   |    |                           |                                            |
| Entrenador                  |    | Bandera de Argentina      | Facundo Murías                             |
| J U G A D O R E S           |    |                           |                                            |
| Alero                       | 1  | Bandera de Estados Unidos | Stedmon Dondre Lemon (Baja)                |
| Escolta                     | 2  | Bandera de Estados Unidos | Daniel Xavier Bejarano (Baja)              |
| Alero                       | 3  | Bandera de México         | Eduardo José Girón Villareal (Baja)        |
| Escolta                     | 4  | Bandera de México         | Josué Andriassi Quintana                   |
| Base                        | 5  | Bandera de Estados Unidos | Jerime Anthony Anderson                    |
| Base                        | 7  | Bandera de México         | Moisés Emilio Andriassi Quintana (Baja)    |
| Ala-pívot                   | 8  | Bandera de México         | Jesús Carlos Cortinas Martínez (Inactivo)  |
| Ala-pívot                   | 10 | Bandera de México         | Jonathan Humberto Machado Tamez            |
| Base                        | 11 | Bandera de México         | Roberto Valles (Inactivo)                  |
| Base                        | 13 | Bandera de México         | Iván Estrada Díaz                          |
| Base                        | 14 | Bandera de México         | Elías Gómez Hinojosa (Inactivo)            |
| Escolta                     | 20 | Bandera de Estados Unidos | Justin Michael Bibbs                       |
| Escolta                     | 24 | Bandera de México         | Omar de Haro Gutiérrez                     |
| Ala-pívot                   | 27 | Bandera de México         | Ernesto Martínez Montelongo                |
| Ala-pívot                   | 31 | Bandera de Estados Unidos | Joseph John Avila Jr.                      |
| Ala-pívot                   | 32 | Bandera de México         | Raúl Fernando Olalde Vázquez               |
| Ala-pívot                   | 33 | Bandera de México         | Daniel Antonio Trasviña Martínez (Baja)    |
| Ala-pívot                   | 35 | Bandera de México         | Yeshua Israel Rodríguez Rosales (Inactivo) |
| Pívot                       | 41 | Bandera de Estados Unidos | Gerard Le Onte De Vaughn                   |
| Alero                       | 88 | Bandera de México         | Gabriel Oscar Girón Villarreal             |
| Base                        | 99 | Bandera de México         | Luis Arahón Andriassi Quintana             |
| = Capitán                   |    |                           |                                            |

 =  Cuenta con nacionalidad mexicana. 